# Syed Shahid Ali
Syed Shahid Ali (Urdu سید شاہد علی‎; * 29. Dezember 1946) ist ein pakistanischer Sportfunktionär.

## Allgemeines
Syed Shahid Ali studierte an der University of the Punjab in Lahore und erlangte 1969 seinen Master in Bereich Wirtschaftswissenschaften. 1970 ging er an die University of Oxford. Hier war er für das Institut für Wirtschaft und Statistik der Universität an einem Projekt der Konferenz der Vereinten Nationen für Handel und Entwicklung tätig. 1972 erhielt er das Diplom (Graduate Diploma) im Bereich Wirtschaftsentwicklung. An der University of Manchester legte er 1973 sein Diplom im Bereich wissenschaftliche Betriebsführung ab.
Nach seiner Ausbildung arbeitete Ali in verschiedenen Führungspositionen bei mehreren Unternehmen. In Karatschi, der größten Stadt Pakistans, war er Vorstandsvorsitzender des Liaquat National Hospital sowie des Gulab Devi Hospital in Lahore.

## Verbindung zum Sport
Syed Shahid Ali spielte aktiv Polo. Er war Mannschaftskapitän der Polomannschaft der Universität Oxford. Als Mitglied der pakistanischen Polo-Nationalmannschaft spielte er 1972 gegen Teams aus Brasilien, Jordanien, Nigeria, Indien, Australien, USA, Iran, Brunei, Südafrika und dem Vereinigten Königreich.
Seit 1993 ist Ali Schirmherr der südasiatischen Ringerföderation. 1996 wurde Syed Shahid Ali zum IOC-Mitglied gewählt. Seit 2008 ist er zudem Mitglied der IOC-Stiftung für Waffenruhe (IOTF).